# Ian Bowyer
Ian Bowyer (Little Sutton, 6 giugno 1951) è un ex calciatore e allenatore di calcio inglese, di ruolo centrocampista.
È primatista di reti (9) con il Nottingham Forest nelle competizioni calcistiche europee.

## Carriera

### Club
Durante la sua carriera ha indossato le maglie di Manchester City, Leyton Orient, Nottingham Forest, Sunderland, Hereford United e Grantham Town, vincendo ben 2 Coppe dei campioni.
Nel 1986, un suo intervento difensivo troppo duro pose fine alla carriera del venticinquenne Gary Shaw, promessa del calcio inglese in forza all'Aston Villa. Il calciatore non riuscì più a tornare a livelli normali e chiuse la carriera poco tempo dopo.

### Allenatore
Terminata la carriera da giocatore ha allenato l'Hereford United.

## Palmarès

### Giocatore

#### Competizioni nazionali
- Campionato inglese: 1

Nottingham Forest: 1977-1978
- Coppa d'Inghilterra: 1

Manchester City: 1968-1969
- Coppa di Lega inglese: 3

Manchester City: 1969-1970
Nottingham Forest: 1977-1978, 1978-1979
- Coppa del Galles: 1

Hereford United: 1989-1990
- Charity Shield: 2

Manchester City: 1968
Nottingham Forest: 1978

#### Competizioni internazionali
- Coppa dei Campioni: 2

Nottingham Forest: 1978-1979, 1979-1980
- Coppa delle Coppe: 1

Manchester City: 1969-1970
- Supercoppa UEFA: 1

Nottingham Forest: 1979
- Coppa anglo-scozzese: 1

Nottingham Forest: 1976-1977

### Allenatore

#### Competizioni nazionali
- Coppa del Galles: 1

Hereford United: 1989-1990